# Isabelle Le Dû
Pour les articles homonymes, voir Le Dû.
Isabelle Le Dû, née le 24 mai 1958 à Chevilly (Loiret), est une footballeuse française évoluant au poste d'attaquant.

## Carrière

### Carrière en club
Isabelle Le Dû évolue de 1974 à 1984 à l'AS Orléans qui deviendra l'US Orléans ; elle est finaliste du Championnat de France  en 1975.

### Carrière en sélection
Isabelle Le Dû compte une seule sélection en équipe de France, le 10 décembre 1983, en amical contre l'Espagne (victoire 2-0).

## Palmarès
- Finaliste du championnat de France en 1975 avec l'AS Orléans